# Глад в СССР (1930 – 1933)
Периодът на глад в СССР от 1930 до 1933 г. настъпва в основните зърнопроизводителни райони на Съветския съюз. Те включват Украйна и различни части на РСФСР: Казахстан, Северен Кавказ, Кубанска област, Поволжието, Южен Урал и Западен Сибир. Основните фактори за глада са принудителната колективизация на селското стопанство като част от първия петгодишен план и принудителното изкупуване на зърно от фермерите. Тези фактори, в съчетание с огромните инвестиции в тежката промишленост, намаляват работната сила в селското стопанство. Според оценките между 5,7 и 8,7 милиона души са починали от глад в Съветския съюз. Освен това между 50 и 70 милиона съветски граждани гладуват, но оцеляват.
През този период съветският лидер Йосиф Сталин нарежда кулаците (собствениците на земеделска земя) „да бъдат ликвидирани като класа“. С разширяването на колективизацията преследването на кулаците, продължаващо от Руската гражданска война, кулминира в мащабна кампания на държавно преследване в периода 1929 – 1932 г., включително арести, депортации и екзекуции на кулаци. Някои кулаци реагират с актове на саботаж, като например убиване на добитъка и унищожаване на реколтата, предназначена за фабричните работници. Въпреки огромния брой жертви в ранните етапи Сталин избира да продължи петгодишния план и колективизацията. До 1934 г. Съветският съюз изгражда базата на тежката промишленост, но с цената на милиони жертви.
Някои учени класифицират периодите на глад в Украйна и Казахстан като геноцид, извършен от правителството на Сталин, насочен към етнически украинци и казахи. Други оспорват наличието на етническа мотивация – както често се подразбира от този термин – позовавайки се на липсата на удостоверени документи, изрично нареждащи гладуването на хората в която и да е област в Съветския съюз, и вместо това посочват други фактори, като например класовата динамика, съществувала при кулаците със силни интереси в частната собственост. Тези интереси противоречат на принципите на управляващата КПСС, която изцяло отрича частната собственост. Освен това целта на партията за бърза индустриализация също изиграва роля за влошаване на глада, тъй като тя избира да продължи индустриалния растеж, вместо да се справи с глада. С разпространението на глада в Съветския съюз международните медии започват да го отразяват, като първият западен журналист, който съобщава за бедствието, е Гарет Джоунс.
Публичното обсъждане на глада в Съветския съюз е забранено до периода на гласност, започнат от Михаил Горбачов през 80-те години на XX век. През 2008 г. руската Държавна дума осъжда съветския режим, „който е пренебрегнал живота на хората заради постигането на икономически и политически цели“.